# Paris s'eveille – suivi d'autres compositions
Paris s'eveille – suivi d'autres compositions je soundtrackové album Johna Calea, vydané v roce 1991 u vydavatelství Les Disques du Crépuscule. Na albu hrají John Cale, který obsluhuje několik nástrojů, Soldier String Quartet („Paris s'eveille“) a skupina The Velvet Underground („Booker T.“). Album obsahuje hudbu k filmům Paris s'éveille (1991) a Primary Motive (1992), stejně jako k baletnímu představení Sanctus, které složil pro taneční společnosti Randyho Warshawa.

## Seznam skladeb
| Pořadí         | Název | Autor                                                | Délka |
| -------------- | --- | ---------------------------------------------------- | ----- |
| 1.             | Paris S'Eveille | John Cale                                            | 17:07 |
| 2.             | Sanctus (Four Etudes for Electronic Orchestra)“ 1. „First Etude“ 2. „Second Etude“ 3. „Third Etude“ 4. „Fourth Etude | Cale                                                 | 18:49 |
| 3.             | Animals at Night | Cale                                                 | 4:46  |
| 4.             | The Cowboy Laughs at the Round-Up                                                                                    | Cale                                                 | 5:04  |
| 5.             | Primary Motive“ 1. „Factory Speech“ 2. „Strategy Session“ 3. „Closing Titles                                         | Cale                                                 | 7:20  |
| 6.             | Booker T. | Cale, Sterling Morrison, Lou Reed, Maureen Tuckerová | 3:07  |
| 7.             | Antarctica Starts Here                                                                                               | Cale                                                 | 3:20  |
| Celková délka: | Celková délka: | Celková délka:                                       | 59:33 |